# Contea di Hainaut
La contea di Hainaut /ɛˈno/ (in lingua francese Comté de Hainaut e in olandese Graafschap Henegouwen /ˈɣraːfˌsxɑp ˈheːnəˌɣawə(n)/, raramente tradotta in italiano anche come contea d'Annonia) è stata una signoria storica all'interno del medievale Sacro Romano Impero, con capitale a Mons. In fonti inglesi è spesso indicata con l'ortografia arcaica Hainault. Il nome deriva dal fiume Haine (olandese: Hene, tedesco: Henne), che diede anche il nome tedesco Grafschaft Hennegau /ˈɡraːfˌʃaft ˈhɛnəˌɡaʊ̯/ alla contea di Hainaut. 
Le sue città più importanti sono state Mons (Bergen), Cambrai e Charleroi. Si trattava di quello che oggi è il Belgio, provincia di Hainaut e la parte meridionale del dipartimento francese del Nord.

## Storia
Ai tempi dell'Impero romano, l'Hainaut era almeno per la maggior parte situato nelle civitas della tribù belgica dei Nervii. Quando l'impero perse il controllo, questa intera regione passò sotto la signoria dei Franchi Salii, nel loro territorio di Neustria. Al tempo di Carlo Magno, il suo dominio era stato dichiarata impero. 
La contea di Hainaut venne istituita intorno al 900 nella parte di Lotaringia governata dai Franchi, quando il duca Reginardo di Lotaringia, nipote dell'imperatore Lotario I, prese il titolo di "conte di Hainaut". Dopo la morte dell'ultimo re carolingio della Francia Orientale, Ludovico IV nel 911, il duca Reginaldo entrò nel regno dei Franchi Occidentali di re Carlo il Semplice. Suo figlio e successore, il duca Gilberto, a sua volta, si sottomise al re dei Franchi Orientali Enrico I di Sassonia nel 925, dopodiché il ducato di Lotaringia rimase una parte del regno Franco Orientale che sarebbe diventato la Germania, al confine con il regno occidentale che sarebbe diventato Francia. 
Dopo la morte di Gilberto nel 939, il suo successore diretto nel casato di Reginar non riuscì a mantenere il titolo ducale, pur continuando a regnare nella regione dell'Hainaut. Dopo che il conte Reginaldo III si ribellò, senza successo, contro il duca Bruno il Grande, venne deposto e esiliato nel 958 e la contea venne divisa; comunque, nel 998 i Reginar riguadagnarono il controllo sulla contea di Mons. Quando l'ultimo conte, Ermanno, morì senza lasciare eredi nel 1051, la sua vedova Richilde sposò Baldovino VI, conte delle Fiandre e vassallo della corona francese. Alla morte di suo padre nel 1067, Baldovino VI divenne regnante su Hainaut e Mons unificando il titolo. Gli succedette Arnolfo III che venne ucciso alla battaglia di Cassel nel 1071 in una disputa dinastica con suo zio Roberto I. Il vittorioso Roberto acquisì le Fiandre ma la sua cognata Richilde tenne, in dote, l'adiacente Bassa Lorena del Sacro Romano Impero. La rinata contea di Hainaut riemerse così dall'unione di tre contee imperiali: 
- Contea di Mons
- Parte meridionale del Langraviato di Brabante
- Margraviato di Valenciennes

L'unificazione della contea di Hainaut come feudo imperiale fu realizzata dopo la sconfitta di Arnolfo nel 1071, quando Richilde e suo figlio Baldovino II cercò di vendere i feudi all'imperatore Enrico IV. Enrico IV ordinò al principe-vescovo di Liegi di acquistare i feudi facendoli ritornare una contea unificata da assegnare alla contessa Richilde e sotto l'intermediazione feudale dei duchi della Bassa Lorena. 
I conti di Hainaut avevano avuto diversi collegamenti storici con i conti di Fiandra e di Olanda con i quali avevano forti legami familiari. Nel corso della sua storia, la contea di Hainaut formò una unione personale con un altro paese, per esempio: 
- Hainaut e Fiandre: 1067–71 e nuovamente 1191–1246
- Hainaut e Olanda: 1299–1436
- Hainaut e Baviera-Straubing: 1356–1417

Dopo la morte del duca Guglielmo II di Baviera-Straubing nel 1417, Hainaut fu ereditata dalla figlia Jacqueline (Jacoba), che nel 1432 dovette cedere la contea insieme all'Olanda al duca Filippo il Buono dalla Casa di Valois-Borgogna. L'ultima contessa indipendente morì l'8 ottobre 1436 (presumibilmente di tubercolosi) nel castello di Teylingen, nei pressi dell'Aia (dove è sepolta) e le sue proprietà vennero incorporate nei Paesi Bassi borgognoni. 
Quando Carlo il Temerario di Borgogna venne ucciso alla battaglia di Nancy nel 1477, la linea maschile dei duchi di Borgogna si estinse. Nello stesso anno, la figlia di Carlo, Maria di Borgogna sposò l'arciduca Massimiliano I d'Asburgo, figlio dell'imperatore Federico III. Il re Luigi XI di Francia sperava di approfittare della morte di suo cugino, Carlo, e inviò un esercito per invadere l'Olanda. Tuttavia, i francesi furono sconfitti alla battaglia di Guinegate e l'Hainaut divenne una parte dell'Olanda degli Asburgo a seguito del trattato di Arras nel 1482. Nel 1556 entrò a far parte dei Paesi Bassi del Sud. Nel 1579 Hainaut era un membro dell'Unione di Arras che si sottomise agli Asburgo di Spagna, mentre a nord, l'Unione di Utrecht si ribellò costituendo la Repubblica delle Sette Province Unite nel 1581.
Il trattato dei Pirenei 1659 e il trattato di Nimega del 1679 divisero il paese in due parti. La parte meridionale, intorno alle città di Valenciennes, Le Quesnoy e Avesnes, venne ceduta a quella che oggi è la Francia sotto re Luigi XIV. La parte settentrionale, attorno a Mons, rimase sotto gli Asburgo, e fece parte dell'Olanda austriaca dopo il trattato di Utrecht del 1713. Su essa regnarono gli Asburgo fino al 1794, quando entrò a far parte della Prima Repubblica francese.